# Endbenutzer-Lizenzvertrag
Ein Endbenutzer-Lizenzvertrag, auch Endbenutzer-Lizenzvereinbarung, abgekürzt EULA (von engl. End User License Agreement), ist eine spezielle Lizenzvereinbarung, welche die Benutzung von Software regeln soll. Texte mit einer EULA werden oftmals zu Beginn der Installation einer Software angezeigt.

## Situation in Deutschland
In Deutschland sind EULAs zu Standardsoftware nur dann Vertragsbestandteil, wenn sie zwischen Verkäufer und Erwerber der Software bereits beim Kauf vereinbart wurden. Das setzt die Möglichkeit der Kenntnisnahme bei Vertragsschluss voraus. Dem Käufer erst nach dem Kauf zugänglich gemachte Lizenzbestimmungen (zum Beispiel während der Installation oder als gedruckte Beilage in der Verpackung)
sind für den Käufer wirkungslos. Dies gilt auch dann, wenn der Käufer bei der Installation Ich akzeptiere die Lizenzvereinbarung oder ähnlich lautenden Aussagen zustimmt, wenn die Software sonst die Installation verweigert (was sie in der Regel tut).
Auch wenn die Lizenzbedingungen beim Kauf vereinbart wurden (zum Beispiel beim Online-Kauf durch entsprechendes gut sichtbares Anzeigen vor dem Kauf oder bei Kauf im Ladengeschäft durch deutlich erkennbares Abdrucken der vollständigen Bedingungen auf der Verpackung), kann ihre Wirksamkeit eingeschränkt sein. Sie stellen dann Allgemeine Geschäftsbedingungen dar, die der Inhaltskontrolle durch die AGB-Regelungen des BGB unterliegen.

## Situation in Österreich
Aufgrund der Ähnlichkeit der Rechtssysteme zwischen Österreich und Deutschland gilt grundsätzlich auch in Österreich dasselbe wie in Deutschland. Das bedeutet, dass auch in Österreich Nutzer allfällige Endbenutzer-Lizenzverträge vor Vertragsabschluss zu Gesicht bekommen müssen.
Wird eine derartige Lizenz dem zukünftigen Nutzer nicht vor Vertragsabschluss ausdrücklich zur Verfügung gestellt, handelt es sich um eine Verletzung sogenannter vorvertraglicher Aufklärungspflichten (lateinisch culpa in contrahendo). Eine Verletzung dieser vorvertraglicher Aufklärungspflichten macht eine nachträglich eingeforderte Veränderung des Vertragsverhältnisses, wie sie ein nach getätigtem Kauf angezeigter Endbenutzer-Lizenzvertrag darstellt, regelmäßig unwirksam.